# Маја Стошић
Маја Стошић (девојачко Аранђеловић; Параћин, 14. јул 1975) српски је уметнички фотограф.

## Биографија
Oд 2000. дo 2008. ради као туристички водич у Црној Гори где настају прве уметничке фотографије. Први пут излаже 2004. године на колективној изложби Фото клуба „Параћин” и постаје члан истог фото клуба и Фото савеза Србије. До сада је учествовала на 220 међународних и домаћих групних изложби, где је освојила oко 90 награда.
У Фото савезу 2007. године добија звање ФА1 ФСС, а 2011. године звање КМФ ФСС. Међународно звање AFIAP стиче 2012. године, а 2015. године међународно звање EFIAP. На листи 10 НАЈ аутора ФСС била је четири пута: 2007, 2008, 2009. и 2018. године.
У кафеу „Галерија“ Параћин имала је пројекцију фотографија „Kao темпера” (11. децембар 2008).
2020. године уметнички савет ФСС јој додељује звање МФ ФСС и постаје прва жена мајстор фотографије у Србији.

## Изложбе
Приредила је следеће самосталне изложбе:
- „Сачувано од заборава“, Дом Културе у Банатском Брестовцу (18. октобар 2013); Културни центар Параћин (28. април 2014); Музеј Срема, Сремска Митровица (19. септембар 2014); Мала Галерија, Аранђеловац (28. новембар 2015); Галерија Дома културе, Чачак (6. јул 2018) [4][5][6]
- „Сва та деца“ Галерија „У пролазу“ градске библиотеке Параћин (8. март 2018)
- 2016. године на Викимедијином конкурсу Вики воли Земљу добија похвалу за фотографију водопада Прскало. Следеће године на истом такмичењу добија прву награду за фотографију врела Грзе.[7][8]
- "Боје села", ФИАП Галерија у Новом Саду (30. новембар 2019)
- "Архив Фото Савеза Србије - Маринчек, Дингарац, Стошић", галерија Центра за културу у Ковину (16. јуни 2020)[9]
- "Живот је маскенбал" у оквиру манифестације Музеји за 10, Завичајни музеј Параћин (09. новембар 2020. -31. децембар 2020)[10][11]

## Књиге фотографија
- Црна Гора - Плави Јадран и национални паркови; Интерсистем 2007. стр. 41, 48, 49
- Медитеранео. Диференс Ентетејнмент Лтд. 2007. стр. 73 и 91
- Лепе шуме Србије; Хеликон Паблишинг 2008. фотографије бр. 109, 223, 276
- Сачувано од заборава; фотографије Маје Стошић. Хеликон Паблишинг 2013.
- Фотомонографија фото кино клуба Параћин; Библиотека Др. Вићентије Ракић 2013. стр. 30-33
- Алманах Фото савеза Србије. Фото Савез Србије 2015. стр. 204
- Пред пређеним путем. Хеликон Паблишинг 2018. Посебно издање поводом заједничке истоимене изложбе
- Архив Фото Савеза Србије - Маринчек, Дингарац, Стошић - јун 2020. Посебно издање поводом заједничке истоимене изложбе
- Печат, фотомонографија старих заната Маје Стошић, Библиотека Др. Вићентије Ракић 2023.

## Галерија
- Залеђени водопад Прскало, похвала на конкурсу Вики воли Земљу 2016
- Врело Грзе, победничка фотографија на конкурсу Вики воли Земљу 2017.
- Кројач народних ношњи
- Павлова страна, Ријека Црнојевића
- Кањон Таре
- Сеоска кафана, Рашевица, Србија
- Обућар, Параћин, Србија

## Рефенце
1. ↑  „Изложба "Боје села" у ФИАП-овом центру у Новом Саду”.
2. ↑  „Маја Стошић из Параћина кандидат за мајстора фотографије”.
3. ↑  „Jedina u Srbiji u "muškom" svetu: Maja Stošić iz Paraćina dobila zvanje - majstor fotografije”. NOVOSTI (на језику: српски). Приступљено 2020-07-17.
4. ↑  „Изложба - Сва та деца у градској библиотеци у Параћину”.
5. ↑  „Sačuvano od zaborava u Čačku”.
6. ↑  „U potrazi za starim zanatima”.
7. ↑  „Vrelo Grze na najlepsoj fotografiji Srbije”.
8. ↑  „Врело Грзе, награђена фотографија на конурсу Викимедије”.
9. ↑  Kovin, Centar za kulturu. „Отварање изложбе фотографија и нове фотомонографије серијала "Архив фотографије"”. Центар за културу Ковин (на језику: српски). Архивирано из оригинала 04. 07. 2020. г. Приступљено 2020-07-17.
10. ↑  „Најава изложбе "Живот је маскенбал"”.
11. ↑  „Изложба "Живот је маскенбал" у Завичајном музеју”.